# باربرينو فال دلسا
باربرينو فال دلسا، (بالإنجليزية: Barberino Val d'Elsa)‏، هي (بلدية) في مدينة فلورنسا متروبوليتان، في المنطقة الإيطالية توسكانا، وتقع على بعد حوالي 30 كيلومترا (19 ميل) جنوب فلورنسا.

## السكان
في سنة 1861 بلغ عدد السكان 4٬358 نسمة، وتطور العدد ليصل في سنة 2011 لـ 4٬351 نسمة.
يظهر هذا المخطط البياني تطور النمو السكاني لـ باربرينو فال دلسا

## توأمة
لباربرينو فال دلسا اتفاقيات توأمة مع كل من:
- شليرزيه
- أمكالة
- Publier [الإنجليزية]‏